# Hetschkia
Hetschkia is een monotypisch geslacht van spinnen uit de familie van de Theridiidae (Kogelspinnen).

## Soort
- Hetschkia gracilis Keyserling, 1886